# Снігурівка (станція)
Снігурівка — вузлова дільнична залізнична станція Херсонської дирекції Одеської залізниці на перетині ліній Снігурівка — Миколаїв, 51 км — Снігурівка, Дубки — Снігурівка та Снігурівка — Херсон між станціями Туркули (10 км), Засілля (29 км), Матросівка (35 км) та Галаганівка (12 км). Розташована в однойменному місті Баштанського району Миколаївської області.

## Історія
Станція відкрита 1911 року під час будівництва залізничної лінії Миколаїв — Херсон — Снігурівка. 1925 року прокладена залізнична лінія Апостолове — Снігурівка, а 1956 року — лінія Снігурівка — Федорівка.

## Пасажирське сполучення
На станції Снігурівка зупиняються поїзди далекого та приміського сполучення:
| Рух поїздів по станції Снігурівка |                                 |                                                                                       |
| №                                 | Маршрут сполучення              | Періодичність курсування                                                              |
| Далеке сполучення                 |                                 |                                                                                       |
| 102/101                           | Київ — Херсон                   | Тимчасово курсує без заходу на станції Кривий Ріг-Головний, Апостолове та Снігурівка. |
| 133/134                           | Рахів — Миколаїв                | Цілий рік, щоденно                                                                    |
| 142/141                           | Одеса — Маріуполь               | Цілий рік, через день                                                                 |
| 161/162                           | Київ — Миколаїв                 | За вказівкою, сезонного курсування                                                    |
| 252/251                           | Одеса — Дніпро                  | За вказівкою, сезонного курсування                                                    |
| 298/297                           | Херсон — Київ                   | За вказівкою, сезонного курсування                                                    |
| 318/317 «Таврія»                  | Запоріжжя — Одеса               | Скасований з 25 жовтня 2020 року, раніше курсував цілий рік, через день               |
| 376/375                           | Херсон — Харків                 | Скасований з 13 листопада 2020 року, раніше курсував цілий рік, щоденно               |
| Приміське сполучення              |                                 |                                                                                       |
| 6321/6322                         | Каховка — Миколаїв-Вантажний    | Цілий рік, щоденно                                                                    |
| 6701/6702                         | Апостолове — Херсон             | Цілий рік, щоденно                                                                    |
| 6721/6722                         | Апостолове — Миколаїв-Вантажний | Цілий рік, щоденно                                                                    |
| 6771/6772                         | Нововесела — Херсон             | Цілий рік, щоденно                                                                    |

Впродовж 2015—2016 років призначені додаткові приміські поїзди Херсон — Апостолове та Миколаїв-Вантажний — Херсон — Апостолове.